# 埃迪·阿尔瓦雷斯
爱德华多·科尔特斯·阿尔瓦雷斯（英語：Eduardo Cortes Alvarez，1990年1月30日—）生于佛罗里达州迈阿密，是一名美国棒球及前短道速滑运动员。他最初开始接触轮滑，很快便展现出这方面的天赋，七岁时开始练习滑冰，大约九岁时，他首次参加短道速滑比赛，高中时，他一度专注于自己的另外一个爱好棒球，后来为了能够参加奥运而重返滑冰赛场。他在滑冰生涯期间曾参加2014年索契冬奥，获得男子5,000米接力项目的银牌。冬奥后，他再次回到棒球赛场，在亚利桑那联赛完成自己的职业棒球首秀。2020年8月，他以邁阿密馬林魚队队员的身份完成了自己的美國職業棒球大聯盟首秀，成为历史上首位参加美职棒的冬奥选手。2021年7月，他入选2020东京奥运美国棒球队阵容，得以第二次出战奥运及首次出战夏奥。